# Ray Manzarek
Raymond Daniel Manzarek (Chicago, 12. veljače 1939. − Rosenheim, Njemačka, 20. svibnja 2013.), bio je američki glazbenik, pjevač, producent, redatelj, pisac i klavijaturist grupe The Doors od 1965. do 1973. godine.

## Raniji život i karijera
Ray Manzarek Poljskog je porijekla, te je odgojen u katoličkoj vjeri. Pohađao je St. Rita High School u Chicagu. Od 1962. – 1965. studirao je kinomatografiju na UCLA gdje je upoznao Jima Morrisona. 
U siječnju 1966. grupa The Doors počinje svirati u klubu "The London Fog". O tome je mjestu Ray ovako zapisao: "Nitko nikada ne posjećuje ovo mjesto, povremeno dođu mornar ili dva i popiju piće. Sve u svemu bilo je to loše iskustvo, ali dali smo si vremena da uskladimo svoju glazbu". Nekoliko dana nakon što su otišli iz kluba "The London Fog" počeli su svirati u Whisky a Go Go baru.
Doorsi prvi put kontaktiraju s Columbia Records. Nakon par mjeseci suradnje s Columbia Recordsom dolaze na njihovu otpisnu listu. Nakon par mjeseci zove ih Jack Holzman iz Electra Recordsa, i Doorsi potpisuju ugovor.
Pošto Doorsi nisu imali basistu, Manzarek je najčešće svirao na Fender Rhodes Piano Bass. Kasnije je svirao i Gibson G-101 Kalamazoo. Upravo zbog tih instrumenata zapamćeni su po sviranju psihodeličnog rocka.
Manzarek je bio i drugi vokal grupe. Njegov je glas više bio blues nego rock. Također je bio i glavni vokal nakon Morrisonove smrti na posljednja dva albuma Other Voices i Full Circle.

## Knjige
- Light My Fire: My Life with The Doors (1998) ISBN 0-425-17045-4
- The Poet in Exile (2001) Thunder's Mouth Press, 2002 paperback: ISBN 1-56025-447-5
- Snake Moon (2006) ISBN 1-59780-041-4

## Vanjske poveznice
- Službena stranica  Arhivirana inačica izvorne stranice od 30. lipnja 2007. (Wayback Machine)